# Le Livre de la vie
Pour les articles homonymes, voir Le Livre de la vie (homonymie).
Pour plus de détails, voir Fiche technique et Distribution.
Le Livre de la vie (The Book of life) est un téléfilm français réalisé par Hal Hartley en 1998.

## Synopsis
proche du nouvel an Jésus arrive à New York avec son assistante. Mais il va confronter au diable qui est a New York aussi.

## Fiche technique
- Titre original : The Book of life
- Titre français : Le Livre de la vie
- Réalisation : Hal Hartley
- Sociétés de production : La Sept Arte, Haut et Court
- Pays d'origine :  France
- Langue originale : Anglais
- Durée : 1h05 minutes
- Date de diffusion : 25 décembre 1998 sur Arte
- genre : Comédie / fantasy

## Distribution
- Martin Donovan : Jésus
- PJ Harvey (VF : Carole Franck)[1] : Magdalena